# Collegium Fridericianum

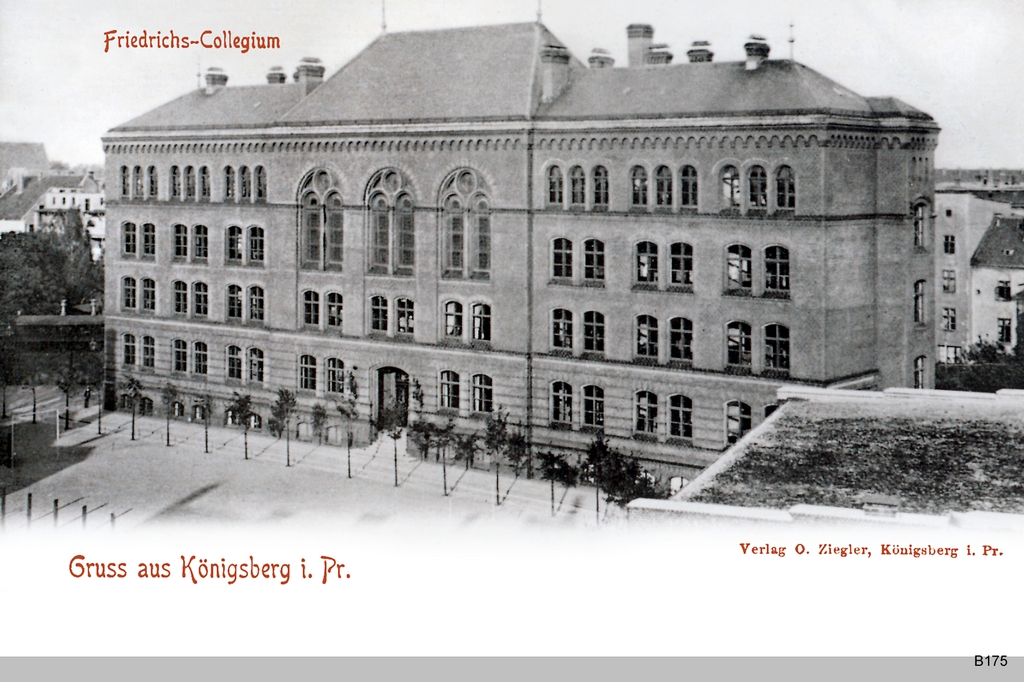
Collegium Fridericianum bzw. Friedrichs-Kollegium

Das Königliche Collegium Fridericianum (später auch Friedrichs-Kollegium und Friedrichskolleg genannt) war eine höhere Schule und ein Gymnasium in Königsberg i. Pr. Benannt wurde sie nach Friedrich I. (Preußen).

## Geschichte

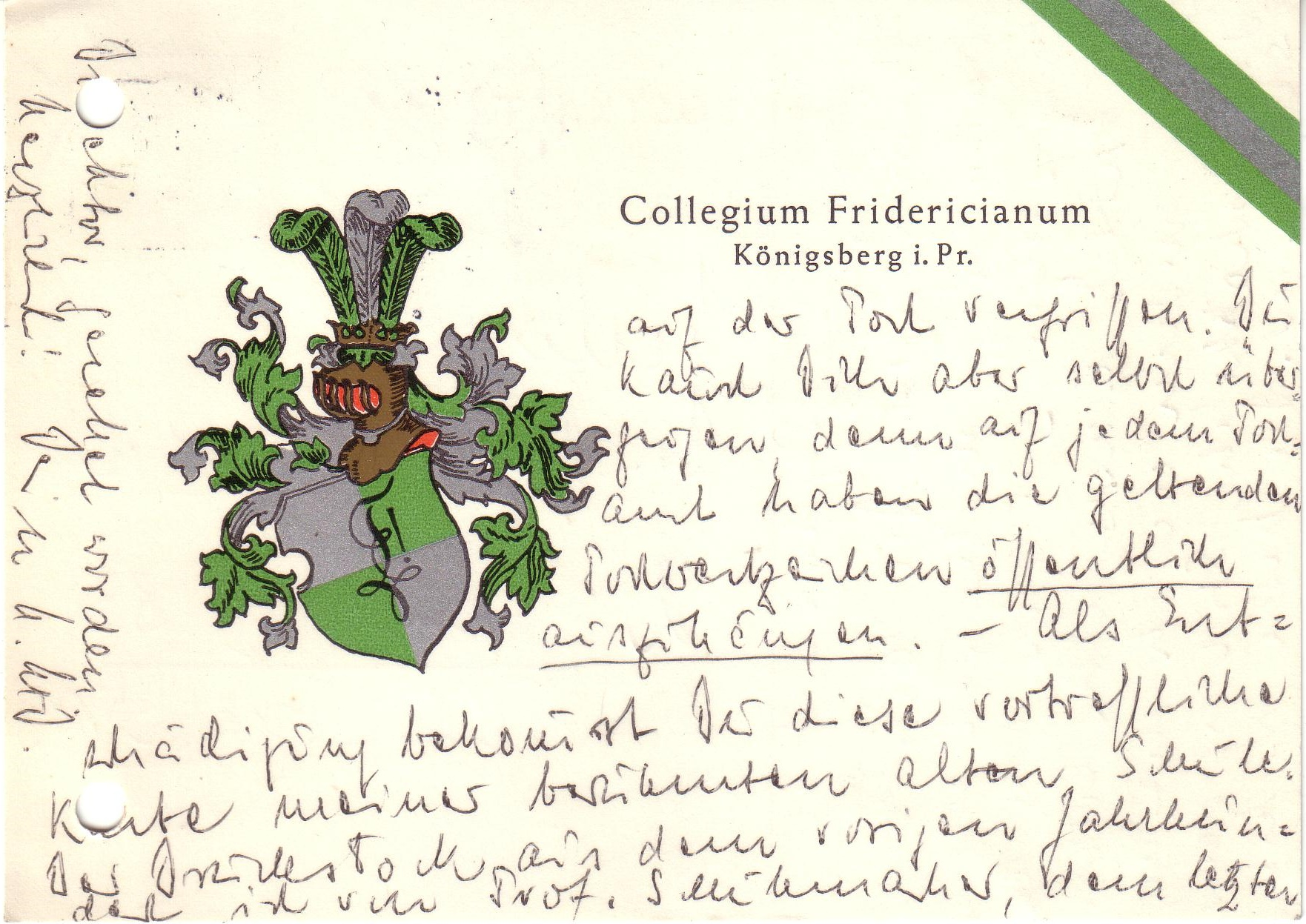
Couleurkarte (1966 gelaufen)

Die Schule wurde am 11. August 1698 von Theodor Gehr als pietistische Privatschule in seinem Haus auf dem Sackheim gegründet. Das Vorbild war das Franckesche Waisenhaus in Halle (Saale) mit nach Bildungszielen verschiedenen Klassen. Noch vor dem frühen Tode ihres Gründers (1707) erhielt die neue Anstalt in dem 35-jährigen Heinrich Lysius aus Flensburg einen tatkräftigen und wissenschaftlich tüchtigen Leiter, der allen Widerständen und finanziellen Schwierigkeiten zum Trotz das Collegium Fridericianum, wie es seit 1703 hieß, erfolgreich führte. 1701 erhielt das Collegium Fridericianum vom preußischen König Friedrich I. aus Anlass seiner Krönung das Privileg „königlich“. Schnell wurde das Institut zu einer der bedeutendsten Schulen Ostdeutschlands und zum Zentrum des Pietismus in der Auseinandersetzung mit den Lutheranern in der Stadt und Universität. Die von den preußischen Königen geförderten Rektoren wurden zu prägenden Gestaltern des geistigen Lebens. Auch wurden öffentliche Prüfungen eingeführt. Das Collegium wurde die zum Studium hinführende Schule in Königsberg, auch wenn nach dem Rektor Franz Albert Schultz ein zeitweiliger Niedergang einsetzte. Oberinspektor der Anstalt war von 1790 bis 1806 der Theologe und Philologe Samuel Gottlieb Wald.
Im Oktober 1810 wurde die Schule feierlich als erstes Königliches Gymnasium Preußens neu eröffnet, das nach den neuhumanistischen Reformideen Wilhelm von Humboldts organisiert wurde. Sein Königsberger Schulplan gehört zu den zentralen Quellen der deutschen Pädagogik: „Der Zweck des Schulunterrichts ist die Übung der Fähigkeiten und die Erwerbung der Kenntnisse, ohne welche wissenschaftliche Einsicht und Kunstfertigkeit unmöglich ist. Beide sollen durch ihn vorbereitet, der junge Mensch soll in Stand gesetzt werden, den Stoff, an welchen sich alles eigene Schaffen immer anschließen muss, teils schon jetzt wirklich zu sammeln, teils künftig nach Gefallen sammeln zu können und die intellektuell-mechanischen Kräfte auszubilden. Er ist auf doppelte Weise, einmal mit dem Lernen selbst, dann mit dem Lernen des Lernens beschäftigt. Aber alle seine Funktionen sind nur relativ, immer einem Höheren untergeordnet, nur Sammeln, Vergleichen, Ordnen, Prüfen u.s.f. Das Absolute wird nur angeregt.“ Der Masure und spätere Lehrer Wilhelm Herrmann schrieb im Schmiedeberg-Album: „Das Fridericianum war das Fegefeuer zum Himmel Albertinas.“
Das neue Gebäude wurde am 17. Oktober 1855 eingeweiht.
In der Nacht vom 29./30. August 1944 zerstörten die britischen Luftangriffe auf Königsberg das Schulgebäude. Der Schulbetrieb ging noch bis zum 24. Januar 1945 weiter. Dem letzten Schulleiter Bruno Schumacher gelang es, bei der Flucht aus dem brennenden Königsberg eine Abschrift der Schüler-Matrikel von 1750 bis 1944 mitzunehmen und einen Ehemaligenverein zu gründen.
In Königsberg bestanden seit 1304 das Kneiphöfische Gymnasium und seit 1525 das Altstädtische Gymnasium.

## Patenschaft
Am 28. Mai 1955 wurde vom Landfermann-Gymnasium in Duisburg die Patenschaft für das ehemalige Collegium Fridericianum übernommen. Diese wird bis heute intensiv gepflegt, z. B. durch die alljährlichen Wettbewerbe der Professor-Schumacher-Stiftung.

## Direktoren
In zeitlicher Reihenfolge:

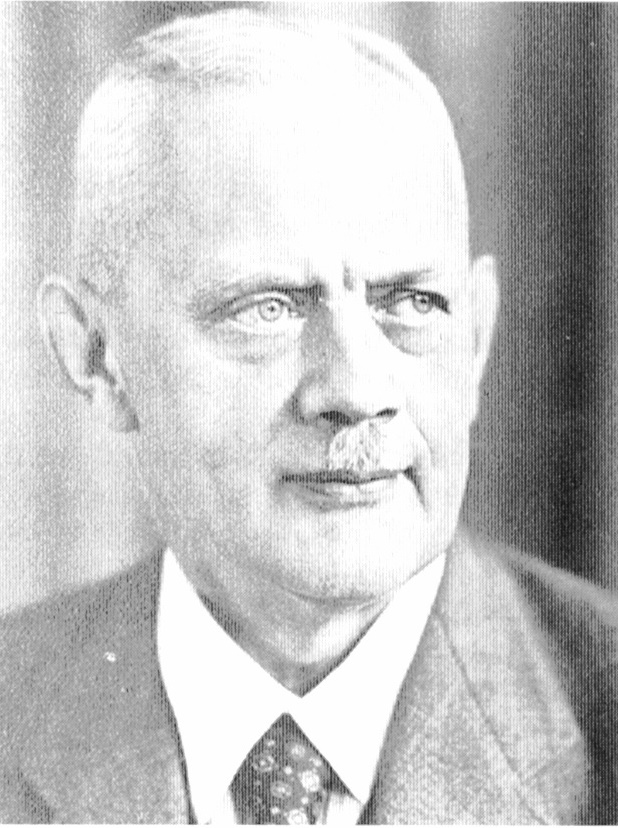
Bruno Schumacher, letzter Direktor

- 1702–1731: Heinrich Lysius, Theologe
- 1731–1733: Georg Friedrich Rogall, Theologe
- 1733–1763: Franz Albert Schultz, Theologe
- 1763–1766: Daniel Heinrich Arnoldt, Theologe
- 1766–1796: Gotthilf Christian Reccard, Theologe
- 1806–1810 unbesetzt[1]
- 1810–1852: Friedrich August Gotthold, Philologe, Förderer des Musikunterrichts
- 1852–1860: Johannes Horkel[1]
- 1861–1863: Theodor Adler
- 1863–?: Gustav H. Wagner[1]
- 1891–1908: Georg Ellendt
- 1914 Alfred Rausch
- 1934–1945: Bruno Schumacher, Historiker Preußens

## Lehrer
- Friedrich Wilhelm Barthold, Historiker (1826–1831)
- Johann Gottlieb Bujack, Naturwissenschaftler (1810–1840)
- Johann Wilhelm Ebel, Prediger (1810–1816)
- Johann Gottfried Herder, Dichter, Übersetzer, Theologe und Philosoph (1763)[1]
- Heinrich Otto Hoffmann, Mathematiklehrer (1854–1876)
- Johann Friedrich Jacob (1818–1825)[1][4]
- Karl Lachmann (1816–1818)[1]
- Karl Lehrs (1825–1845)[1]
- Eduard Hermann Marotzki, Theologe und Philosoph[5]
- Adolf Karl August Matern[5]
- Karl Friedrich Merleker, Geograph und Historiker (bis 1869)[5]
- Carl Friedrich Wilhelm Müller, klassischer Philologe und Professor an der Universität Breslau[5]
- Karl Heinrich Pudor (1802–1804)
- Carl Heinrich Saemann (1790–1860)
- Christian Schiffert, stellvertretender Rektor ab 1733

## Schüler
- Paul Adloff, Zahnmediziner und Anthropologe
- Heinrich Bernhard Austin, Kriegs- und Domänenrat
- Adolf von Batocki, bester Absolvent nach Einführung des Abiturs, Oberpräsident in Ostpreußen
- Theodor Joseph Blell, Politiker der Deutschen Zentrumspartei und Mitglied des Reichstages
- Hermann Bobrik, Historiker und Geograph
- Hans-Georg Bock, Richter
- Carl Böttcher, Philologe
- Franz Brandstäter, Philologe
- Georg Bujack, Philologe und Prähistoriker
- Gustav Calame (1830–1905), Reichsgerichtsrat
- Friedrich Reinhold Dietz, Philologe und Arzt
- Friedrich Dewischeit, Dichter Masurens
- Kurt Dieckert, Chronist von Königsbergs Untergang
- Hans Doering, Chirurg, Hochschullehrer in Göttingen
- Alexander Dorner, Museumsdirektor und Hochschullehrer in Hannover
- Johann Wilhelm Ebel (1784–1861), Theologe
- Heinrich Eberts, Forst- und Ministerialbeamter, Hochschullehrer
- Botho Heinrich zu Eulenburg, Verwaltungsjurist und Gutsherr im Königreich Preußen
- Traugott Fedtke, Organist und Komponist in Königsberg und Berlin
- Fritz Gause, Geschichte der Stadt Königsberg
- Klaus von der Groeben, Verwaltungsjurist
- Hanswerner Heincke, Philologe
- Karl Haffner, Dramatiker
- August Heinrici, Superintendent, MdHdA
- Theophil Herbst, Romanist an der Albertus-Universität
- David Hilbert, Mathematiker
- Leopold von Hoverbeck, liberaler Reichstagsabgeordneter
- Johann Jacoby, Arzt und Demokrat
- Hans G. Joachim (1917–1989), Jurist, Richter und Präsident des Hessischen Landesarbeitsgerichtes
- Hans Kallmeyer, Maler
- Immanuel Kant, Philosoph
- Friedrich Julius Kieschke, Oberbürgermeister von Königsberg, Mitglied des Preußischen Abgeordnetenhauses
- Hans Koch (1861–1945), Altphilologe, Gymnasiallehrer in Ostpreußen und Berlin (bis Unterprima)
- Samuel Kokosky (1838–1899), Rechtsanwalt, Sozialdemokrat
- Gustav Kordgien, Germanist und Romanist
- Hans Kramer, Oberförster im Elchwald
- Horst Kramer, Forstwissenschaftler in Göttingen
- Alexander Küntzel (1804–1873), preußischer Jurist und Gutsbesitzer, Mitglied der Frankfurter Nationalversammlung
- Georg David Kypke, Orientalist
- Johann Friedrich Lauson[6]
- Carl Laudien (1799–1856), preußischer Jurist und Regierungsrat, Mitglied der Frankfurter Nationalversammlung.
- Hugo Linck, Pfarrer in Königsberg bis 1948
- Fritz Albert Lipmann, Biochemiker, Nobelpreisträger für Medizin (1953)
- Johann Heinrich Daniel Moldenhawer, Theologe, Bibliothekar und Bibelübersetzer
- Bernhard Mrowka, Physiker
- Johann August Muttray (1808–1872), Mediziner und Mitglied der Frankfurter Nationalversammlung
- Otto Nicolai, Komponist und Dirigent (Wiener Philharmoniker)
- Matthias Balthasar Nicolovius (1717–1778), deutscher Verwaltungsbeamter und preußischer Hofrat und Obersekretär
- Reinhold Rehs, SPD- und CDU-Politiker
- David Ruhnken, Altphilologe und Bibliothekar
- Ludwig Passarge, Jurist, Reiseschriftsteller und Herausgeber
- Siegfried Passarge, Geograph und Geologe
- August Eduard Preuß, Schulmann und Lehrbuch-Autor
- Albert Reusch, Philologe
- Johann Georg Rosenhain, Mathematiker
- Otto Saro, Oberstaatsanwalt, Mitglied des Reichstages
- Dietrich von Saucken, General der Panzertruppe
- Alexander Schmidt, Shakespeareforscher
- Friedrich Ludwig Schröder, Theaterdirektor, Dramatiker und Freimaurer
- Eduard von Simson, Präsident des Reichsgerichts und des Reichstages
- Gustav Sommerfeldt, Historiker
- Heinrich Spiero, Germanist, Literaturhistoriker, Publizist
- Georg Steenke, Wasserbauingenieur
- Max Toeppen, Gymnasiallehrer, Landeshistoriker Preußens und Masurens
- Siegfried Thomaschki, General der Artillerie
- Siegfried von der Trenck, Dichterjurist
- Horst Uffhausen, Bundesrichter
- Alfred Voigt, Rechtswissenschaftler